# Iffley Lock

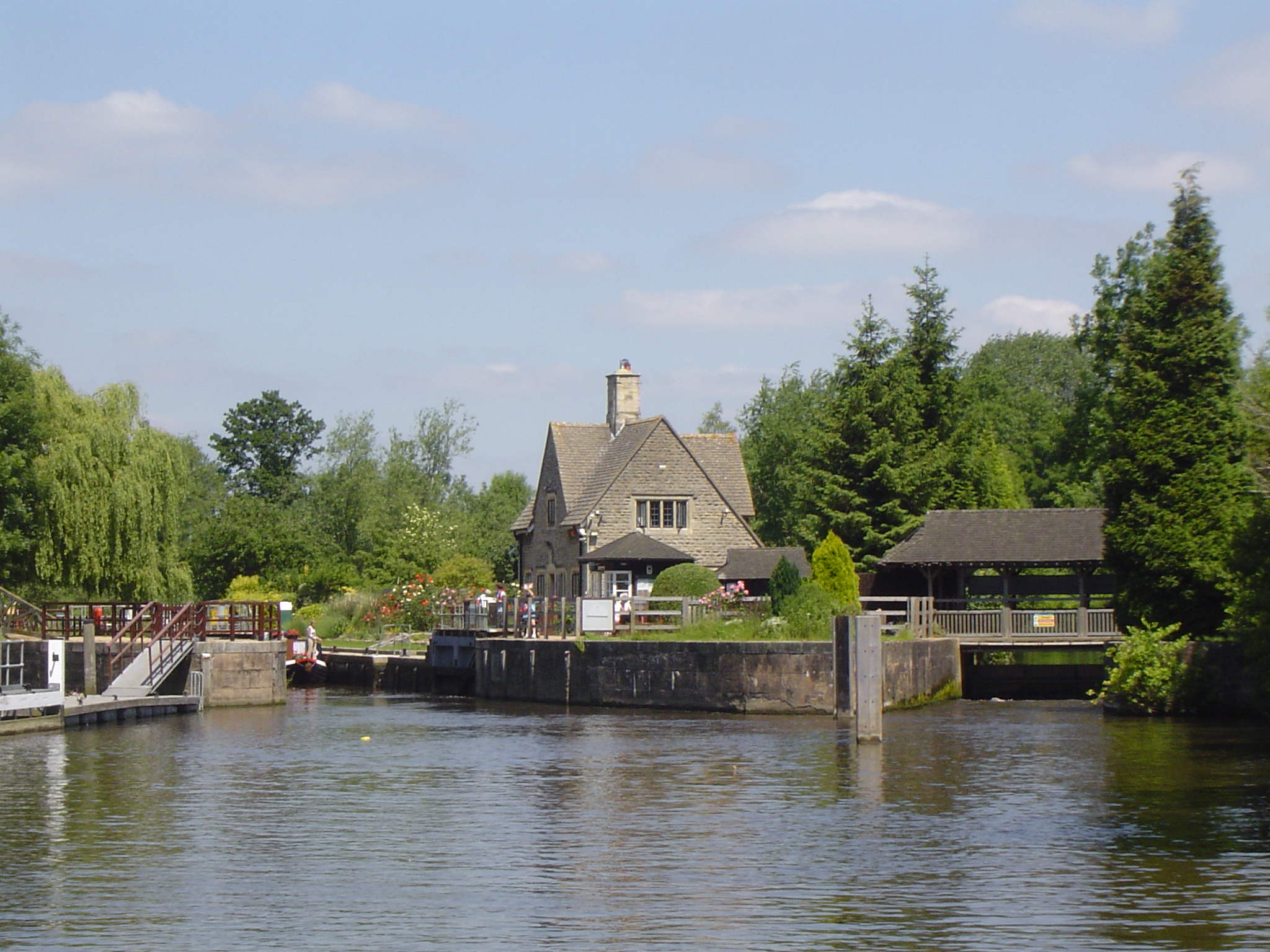
Das Iffley Lock (Blickrichtung flussaufwärts)

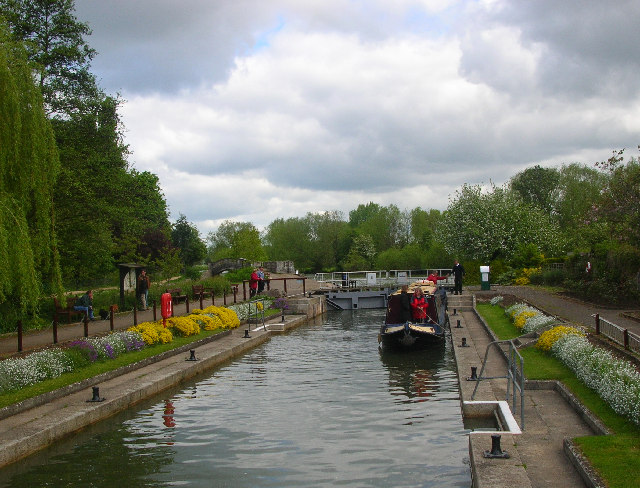
Die Schleusenkammer

Das Iffley Lock ist eine Schleuse in der Themse in England nahe dem Ort Iffley in Oxfordshire. Es liegt am südlichen Rand von Oxford. Die erste Schleuse wurde von der Oxford-Burcot Commission 1631 gebaut. Die Thames Navigation Commission ersetzte sie 1793. Punts und Ruderboote können auf einer Rollenanlage um die Schleuse herum bewegt werden.
Neben dem Schleusen- und dem Wehrarm des Flusses gibt es noch einen weiteren Flussarm weiter östlich, der der Mühlkanal war.
Das Wehr liegt flussabwärts der Schleuse, wo der Mühlkanal mündet.

## Geschichte
Das Lincoln College besaß seit 1302 ein Wehr, und dies mag auch die Brücke beinhaltet haben, die schon früher erwähnt wird. Das Iffley Lock war die am weitesten flussaufwärts gelegene Stauschleuse, die von der Oxford-Burcot Commission 1631 gebaut wurde. 1790 übernahmen die Thames Commissioners das Iffley Lock und das Sandford Lock und eine Schleuse am Swift Ditch.
Mit der Erneuerung des Iffley Lock 1793 wurde der Schleusenwärter angewiesen, eine Gebühr von allen Punts, Vergnügungsbooten, Skiffs und Wherries von Sixpence für Punts und Skiffs und einen Schilling für Boote mit vier Ruderern zu kassieren. Der Zugang zur Schleuse war schwierig. Ein großes Boot auf dem Weg musste rückwärts in die Schleuse hinein gelenkt werden und seinen Mast umlegen. Die Schleuse wurde 1802 und 1806 umgebaut und vergrößert. 1810 wurde das steinerne Schleusenhaus gebaut. 1826 wurde angeordnet, dass kein Boot die Schleuse während der Gottesdienste passieren sollte.
In der Mitte des 19. Jahrhunderts gab es Probleme mit dem Wasserstand, und es wurde berichtet, dass gelegentlich Kühe und Pferde ins Wasser getrieben wurden, um genügend Tiefgang unterhalb der Schleuse zu erzeugen. Die Schleuse wurde 1866 umgebaut, und zehn Jahre später wurde sie dafür verantwortlich gemacht, dass es Überflutungen in Oxford gab. Um 1885 plante die Thames Conservancy die Schleuse zu beseitigen, aber unter zahlreichen Eingaben blieb sie erhalten. 1923 wurde am südlichen Ende der Schleuse eine Brücke über den westlichen Flussarm errichtet, die etwas größer als die Mathematical Bridge in Cambridge ist, aber ansonsten den gleichen Prinzipien folgt. Der letzte Umbau der Schleuse erfolgte 1927.
Die Schleuse kann zu Fuß auf der westlichen Seite des Flusses von der Donnington Bridge erreicht werden.

## Der Fluss oberhalb der Schleuse
Die Bootshäuser der University of Oxford liegen an der Nordseite des Flusses. Dieser Flussabschnitt wird zum Rudern genutzt und ist Austragungsort der Sommerregatten Torpids und Summer Eights.
Der Themsepfad verläuft auf der Westseite des Flusses bis zum Osney Lock.